# Quận Nevada, California

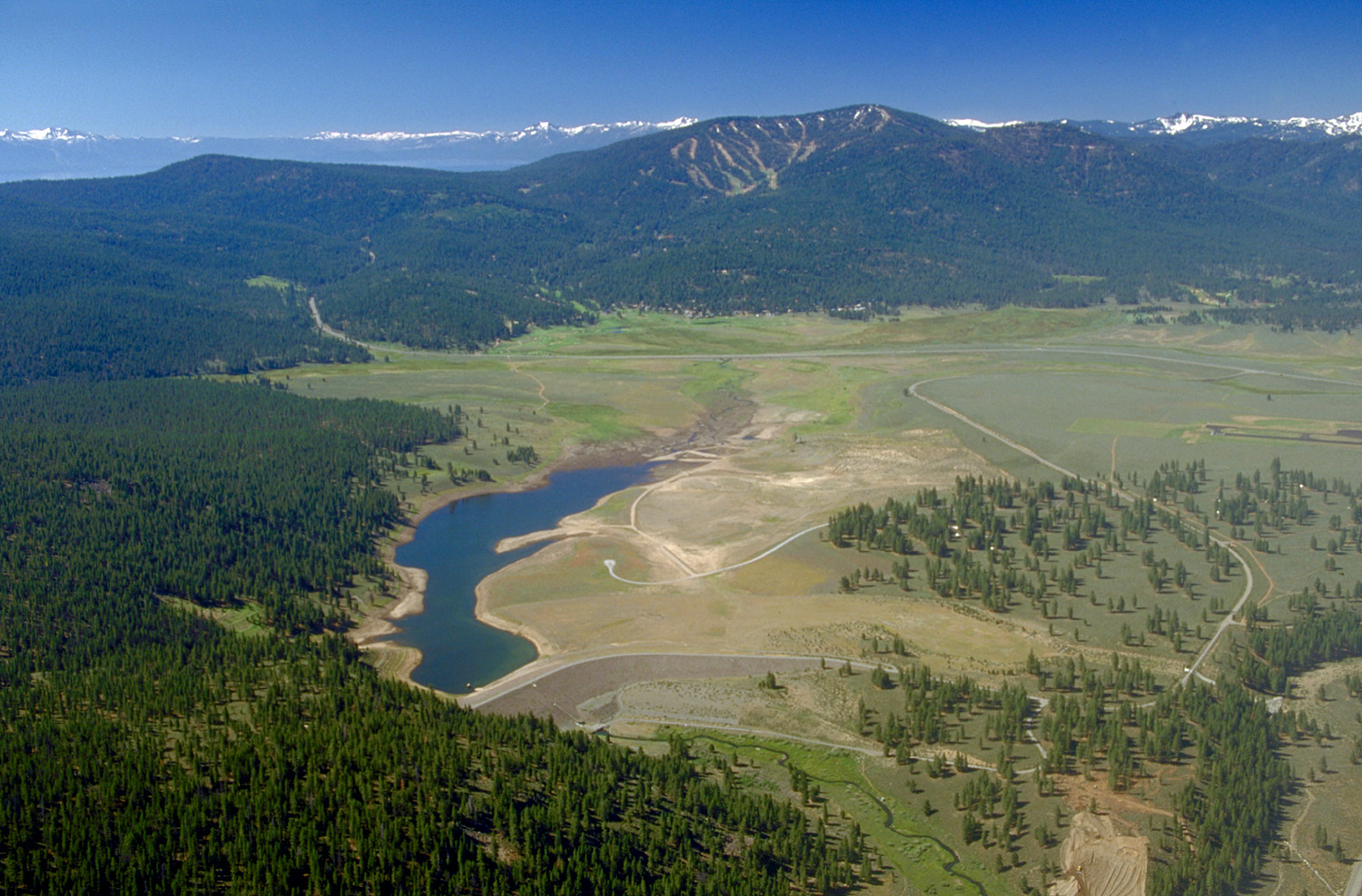
Hồ rạch Martis Creek và đập ở phía nam Quận Nevada gần Truckee.

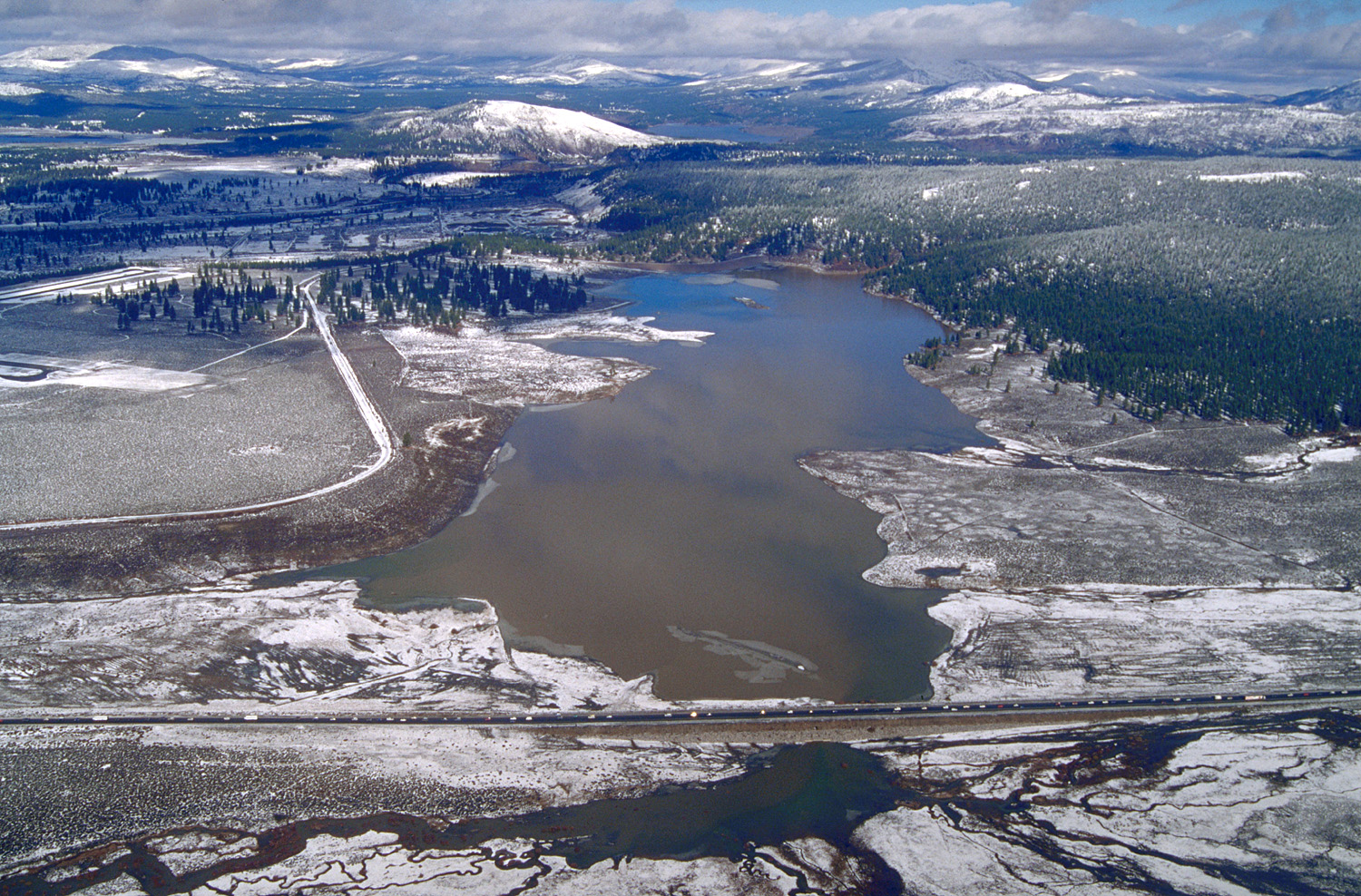
Hồ rạch Martis và đập ở Quận Nevada.

Quận Nevada là một quận ở Sierra Nevada của tiểu bang California. Năm 2000, quận này có dân số 92.033 người. Quận lỵ là Thành phố Nevada.

## Lịch sử
Quận Nevada được thành lập năm 1851 từ các vùng đất của Quận Yuba.
Quận này được đặt tên theo thành phố khai khoáng Thành phố Nevada, một tên lấy từ thuật ngữ "Sierra Nevada." Từ nevada trong tiếng Tây Ban Nha có nghĩa là "có tuyểt" hoặc "tuyết bao phủ."

## Thông tin nhân khẩu
Theo điều tra dân 2 năm 2000, quận này đã có dân số 92.033 người, 36.894 hộ gia đình, và 25.936 gia đình sống trong quận. Mật độ dân số là 96 người cho mỗi dặm vuông (37/km ²). Có 44.282 đơn vị nhà ở với mật độ trung bình là 46 cho mỗi dặm vuông (18/km ²). Cơ cấu các dân tộc sinh sống tại quận gồm 93,39% người da trắng, 0,28% da đen hay Mỹ gốc Phi, 0,88% người Mỹ bản xứ, 0,78% người châu Á, 0,09% người đảo Thái Bình Dương, 1,94% từ các chủng tộc khác, và 2,64% từ hai hoặc nhiều chủng tộc. 5,65% dân số là người Hispanic hay Latino thuộc chủng tộc nào. 16,4% là của Đức, 16,3% tiếng Anh, 11,1% Ireland, Ý và 6,8% 6,6% người Mỹ gốc theo điều tra dân số năm 2000. 94,0% nói tiếng Anh và tiếng Tây Ban Nha 4,2% là ngôn ngữ đầu tiên của họ.
Có 36.894 hộ, trong đó 28,7% có trẻ em dưới 18 tuổi sống chung với họ, 57,6% là đôi vợ chồng sống với nhau, 8,8% có chủ hộ là nữ không có mặt chồng, và 29,7% là không lập gia đình. 22,8% các hộ gia đình đã được tạo thành từ các cá nhân và 9,8% có người sống một mình 65 tuổi trở lên đã được người. Bình quân mỗi hộ là 2,47 và cỡ gia đình trung bình là 2,88.
Trong quận có cơ cấu độ tuổi dân cư gồm 23,1% ở độ tuổi dưới 18, 6,1% 18-24, 24,1% 25-44, 29,3% 45-64, và 17,4% 65 tuổi trở lên. Tuổi trung bình là 43 năm. Cứ mỗi 100 nữ có 98,3 nam giới. Cứ mỗi 100 nữ 18 tuổi trở lên, có 94,7 nam giới.
Thu nhập trung bình cho một hộ gia đình trong quận đã được 45.864 đô la Mỹ, và thu nhập trung bình cho một gia đình là 52.697 USD. Nam giới có thu nhập trung bình $ 40.742 Mỹ kim so với 27.173 $ cho phái nữ. Thu nhập trên đầu cho các quận được 24.007 USD. Giới 5,5% gia đình và 8,1% dân số sống dưới mức nghèo khổ, bao gồm 9,5% những người dưới 18 tuổi và 4,9% có độ tuổi từ 65 trở lên.